# Liste der Geotope im Kreis Herzogtum Lauenburg
Diese sortierbare Liste enthält die Geotope des Kreises Herzogtum Lauenburg in Schleswig-Holstein. Sie enthält die amtlichen Bezeichnungen für Namen und Nummern sowie deren geographische Lage (Stand 2015).
| Geotop-Nummer | Objektnummer Geotop-Potentialgebiet | Name                                                                          | Geotoptyp                 | Gemeinde/Stadt                      | Koordinaten                      | Bild                       | Bemerkung                                                                          |
| ------------- | ----------------------------------- | ----------------------------------------------------------------------------- | ------------------------- | ----------------------------------- | -------------------------------- | -------------------------- | ---------------------------------------------------------------------------------- |
| Du 037        |                                     | Binnendünen Besenhorster Sandberge                                            | Düne, Flugsandgebiet      | Geesthacht                          | 53° 26′ 36″ N, 10° 19′ 45″ O     |                            |                                                                                    |
|               | Fl 003                              | Beckentonfläche Grinau                                                        | Glazigenes Flächenelement | Grinau                              | 53° 46′ 30,6″ N, 10° 34′ 12,1″ O |                            |                                                                                    |
| Kl 054        |                                     | Elbsteilufer Börnsen - Geesthacht – Lauenburg (3 Einzelflächen)               | Kliff                     | Börnsen                             | 53° 28′ 17,3″ N, 10° 16′ 35,6″ O |                            |                                                                                    |
| Kl 055        |                                     | Kliff Stecknitz – Delvenau (7 Einzelflächen)                                  | Kliff                     |                                     | Koordinaten fehlen! Hilf mit.    |                            |                                                                                    |
| Qp 009        |                                     | Saale-Komplex: Besenhorst                                                     | Aufschluss                | Geesthacht                          | 53° 27′ 33,7″ N, 10° 20′ 9,2″ O  |                            |                                                                                    |
| Qp 010        |                                     | Eem-Warmzeit: Torfe bei Kuhgrund/Lauenburg (2 Einzelflächen)                  | Aufschluss                |                                     | Koordinaten fehlen! Hilf mit.    |                            |                                                                                    |
| Te 001        |                                     | Miozäne Tone mit Walfunden, Gross Pampau                                      | Aufschluss                | Groß Pampau                         | 53° 31′ 45,2″ N, 10° 33′ 43,2″ O |                            |                                                                                    |
| Te 003        |                                     | Miozäne Braunkohlensande Besenhorst                                           | Aufschluss                |                                     | Koordinaten fehlen! Hilf mit.    |                            |                                                                                    |
|               | Mo 029                              | Moränen Groß Grönau - Groß Sarau                                              | Moräne                    |                                     | Koordinaten fehlen! Hilf mit.    |                            |                                                                                    |
|               | Mo 033                              | Moränen östlich von Geesthacht                                                | Moräne                    |                                     | Koordinaten fehlen! Hilf mit.    |                            |                                                                                    |
|               | Mo 034                              | Moränenzug Segrahner Berg                                                     | Moräne                    | Gudow                               | 53° 33′ 0″ N, 10° 49′ 0″ O       |                            |                                                                                    |
| Mr 007        |                                     | Schwingrasen Grundloser Kolk bei Mölln                                        | Moor                      | Mölln                               | 53° 37′ 28″ N, 10° 42′ 17,4″ O   | Grundloser Kolk            |                                                                                    |
|               | Mr 011                              | Kesselmoor Schwarzsee mit Restsee                                             | Moor                      | Lehmrade                            | 53° 33′ 57,7″ N, 10° 43′ 40,7″ O |                            |                                                                                    |
| Ni 015        |                                     | Niedertaulandschaft bei Hevenbruch                                            | Eiszerfalls - Landschaft  |                                     | Koordinaten fehlen! Hilf mit.    |                            |                                                                                    |
| Ni 016        |                                     | Niedertaulandschaft bei Ritzerau                                              | Eiszerfalls - Landschaft  |                                     | Koordinaten fehlen! Hilf mit.    |                            |                                                                                    |
| Os 015        |                                     | Os am Ratzeburger See                                                         | Os                        |                                     | Koordinaten fehlen! Hilf mit.    |                            |                                                                                    |
| Os 019        |                                     | Os Farchau                                                                    | Os                        |                                     | Koordinaten fehlen! Hilf mit.    |                            |                                                                                    |
| Os 027        |                                     | Os bei Ritzerau                                                               | Os                        |                                     | Koordinaten fehlen! Hilf mit.    |                            |                                                                                    |
| Os 031        |                                     | Os Buch-Berg                                                                  | Os                        |                                     | Koordinaten fehlen! Hilf mit.    |                            |                                                                                    |
| Ta 009        |                                     | Bachtal bei Krümmel                                                           | Talform                   |                                     | Koordinaten fehlen! Hilf mit.    |                            |                                                                                    |
|               | Ta 021                              | Tal Farchau/Küchensee - Wennsöhlengrund - Mölln                               | Talform                   |                                     | Koordinaten fehlen! Hilf mit.    |                            |                                                                                    |
| Ta 022        |                                     | Dalbekschlucht bei Escheburg/Börnsen (2 Einzelflächen)                        | Talform                   | Escheburg, Börnsen                  | 53° 28′ 18″ N, 10° 17′ 42″ O     | Dalbekschlucht             |                                                                                    |
|               | Ta 026                              | Einhaus - Fredeburger Tal                                                     | Talform                   |                                     | Koordinaten fehlen! Hilf mit.    |                            |                                                                                    |
| Ta 030        |                                     | Durchbruchtal der Bäk bei Mechow                                              | Talform                   |                                     | 53° 42′ 40,4″ N, 10° 47′ 0,3″ O  |                            |                                                                                    |
| Ta 033        |                                     | Billetal zwischen Mühlenrade und Bergedorf                                    | Talform                   |                                     | 53° 33′ 23″ N, 10° 19′ 26″ O     |                            | Das Billetal liegt sowohl im Kreis Herzogtum Lauenburg, als auch im Kreis Stormarn |
| Ta 040        |                                     | Bistal bei Escheburg                                                          | Talform                   | Kröppelshagen-Fahrendorf, Escheburg | 53° 28′ 4″ N, 10° 20′ 12″ O      | Bistal                     |                                                                                    |
|               | Tu 018                              | Tal der Bille zwischen Grande und Mühlenrade                                  | Tunneltal                 |                                     | 53° 36′ 11,2″ N, 10° 25′ 21,3″ O |                            |                                                                                    |
|               | Tu 019                              | Tal des Mühlenbaches und der Steinau von Duvenseerwall über Nusse nach Hammer | Tunneltal                 |                                     | Koordinaten fehlen! Hilf mit.    |                            |                                                                                    |
|               | Tu 020                              | Mölln, Gudower Seenrinne                                                      | Tunneltal                 |                                     | Koordinaten fehlen! Hilf mit.    |                            |                                                                                    |
|               | Tu 021                              | Tal der Stecknitz-Delvenau mit Nebentälern (Elbe-Lübeck-Kanal)                | Tunneltal                 |                                     | 53° 25′ 53″ N, 10° 37′ 4″ O      | Delvenau Dalldorf-Zweedorf |                                                                                    |

## Quelle
- Geotopliste Planungsraum III. (PDF, 303 KB) Geologischer Dienst im Landesamt für Landwirtschaft, Umwelt und ländliche Räume des Landes Schleswig-Holstein, Mai 2015, abgerufen am 1. August 2015.